# 왕립학회

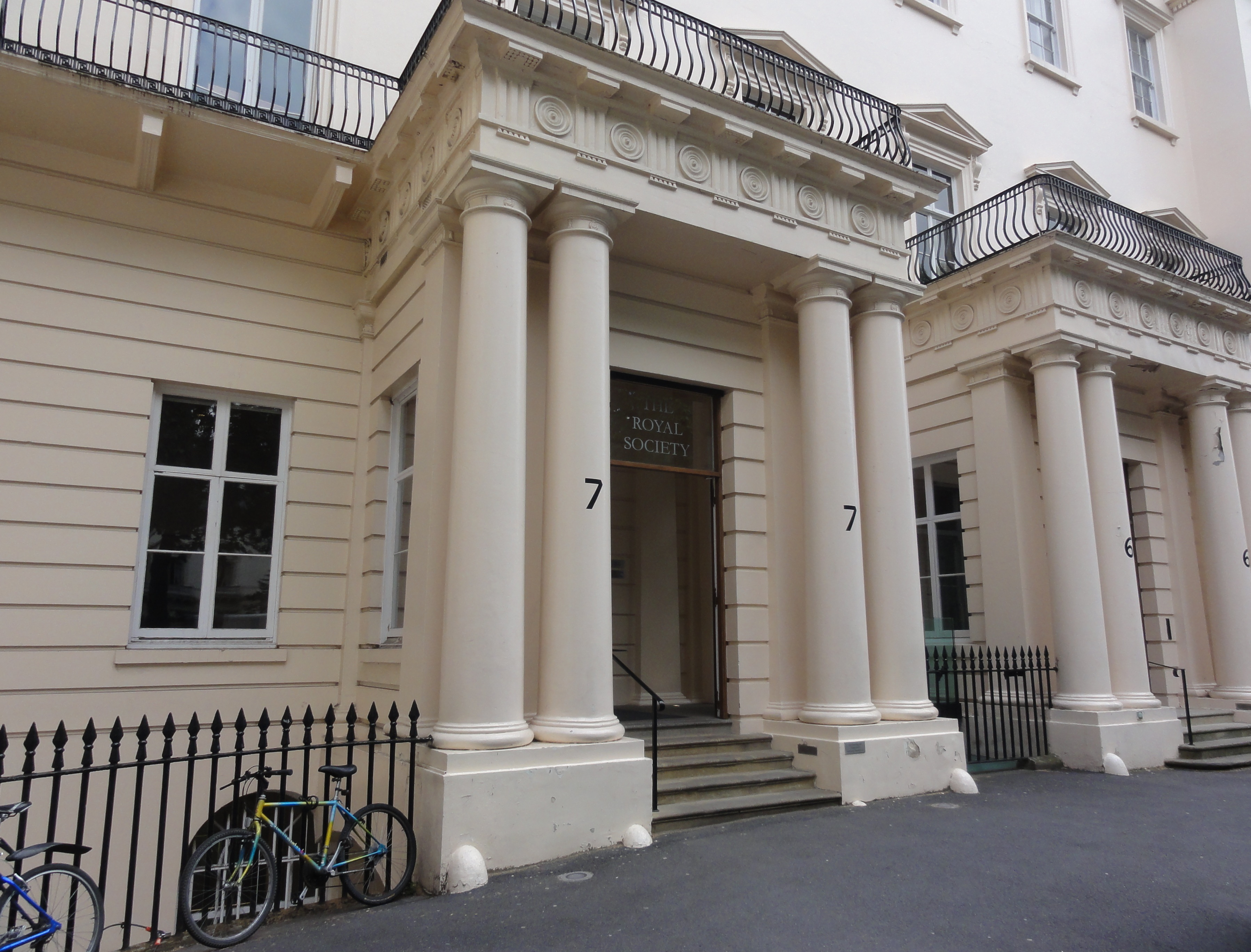
입구

왕립학회(영어: Royal Society)의 공식명칭은 자연과학 진흥을 위한 런던 왕립학회(영어: The Royal Society of London for the Improvement of Natural Knowledge)로 1660년 창립된 지식인 및 학자들의 모임이다. 왕립협회라고도 한다. 자발적인 활동을 하지만 사실상 영국의 과학 아카데미의 역할을 하며, 영국 정부로부터 매년 4천만 파운드의 예산을 집행한다. 왕립학회는 과학 회의(the Science Council)의 산하 단체이다.
비슷한 기구로 에든버러 왕립학회는 1783년 세워진 스코틀랜드의 학회이고, 아일랜드 왕립학회는 1785년 세워진 아일랜드 기관이다.
왕립학회 회원의 이름 뒤에는 왕립학회 회원(Fellow of Royal Society)의 약자인 FRS를 붙이며, 학회장의 이름 뒤에는 "왕립학회 회장"(President of Royal Society)의 약자인 PRS를 붙인다.

## 같이 보기
- 왕립예술학회